# Carl Wilhelm Wutzer

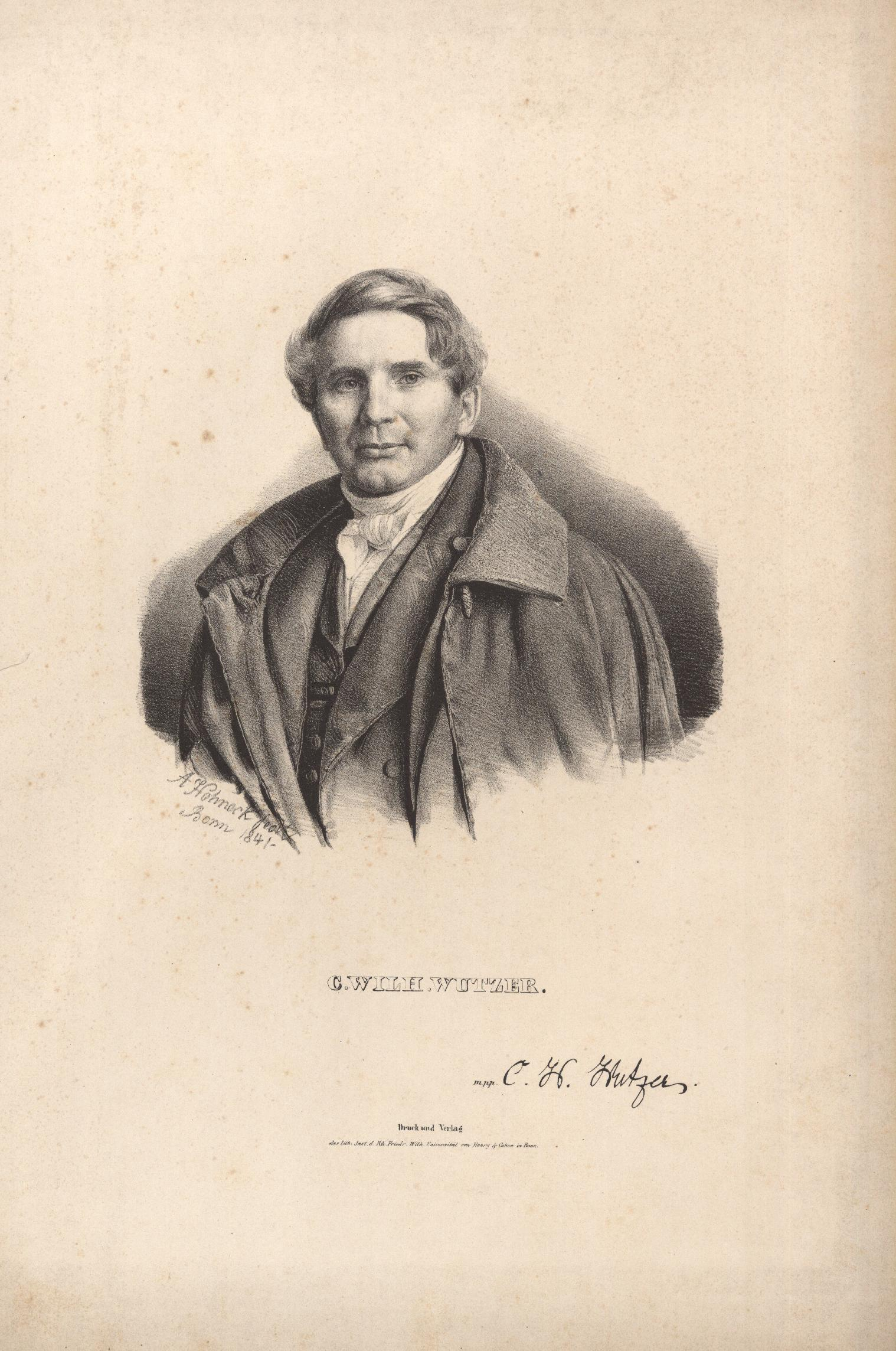
Carl Wilhelm Wutzer (Adolf Hohneck, 1841)

Carl Wilhelm Wutzer (* 17. März 1789 in Berlin; † 19. September 1863 in Bonn) war ein deutscher Militärarzt, Chirurg und Hochschullehrer.

## Leben
Wutzers Vater war Chirurg und Badeinspektor in Freienwalde. Der Sohn erhielt seine Schulbildung auf dem dortigen Progymnasium und auf dem Friedrich-Wilhelms-Gymnasium (Berlin). 1804 wurde er in die Pépinière aufgenommen. Carl Ludwig Willdenow begeisterte ihn für die Botanik. Johann Gottlieb Walter und Christoph Knape (1747–1831) weckten seine Neigung zur Anatomie. Preußens Niederlage in der Schlacht bei Jena und Auerstedt zwang Wutzer zur Unterbrechung seiner Studien. 1807 wurde er Unterarzt in der Charité. Als Kompaniechirurg der Preußischen Armee lag er ab 1808 in den Garnisonen Kolberg, Potsdam und Berlin. Der Leiter des Militärsänitätswesens, Johann Goercke, wurde auf ihn aufmerksam und holte ihn 1812 als Oberarzt und Lehrer an die Pépinière.

### Befreiungskriege
Nach Ausbruch der Befreiungskriege war Wutzer in Sachsen, Schlesien, Böhmen Oberarzt in einigen Lazaretten. In Bunzlau erkrankte er an Typhus. Nach seiner Genesung begleitete er die Truppen über Koblenz bis Amiens. Von dort besuchte er Paris, das damals ein Zentrum der medizinischen Versorgung und Forschung war. Im Oktober 1814 kehrte er mit der Truppe nach Berlin zurück.
Die Medizinische Fakultät der Universität Erfurt ernannte ihn am 12. Januar 1814 zum Dr. med. et chir. Bald darauf zum Ober-Chirurgus und Stabs-Chirurgus befördert, war er Repetent und selbständiger Lehrer. Den Aufenthalt in Berlin nutzte er, um an der neuen  Berliner Universität Vorlesungen des Internisten Christoph Wilhelm Hufeland und des preußischen Generalchirurgus Christian Ludwig Mursinna zu hören. Bei Karl Asmund Rudolphi und Martin Hinrich Lichtenstein betrieb er vergleichend-anatomische Studien. Im Winter 1815/16 bestand er das medizinische Staatsexamen. 1817  habilitierte er sich. Als Privatdozent unternahm er auf Kosten der preußischen Staatsregierung eine Studienreise zu angesehenen Universitäten Deutschlands, Frankreichs, Italiens und Englands.
Als sein Vater gestorben und die Mutter mittellos zurückgeblieben war, musste Wutzer die akademische Laufbahn vorläufig aufgeben und Soldat werden. Als Regimentsarzt beim 20. Infanterie-Regiment kam er nach Wesel und Torgau.

### Münster
1821 wurde er zum 13. Infanterie-Regiment in Münster versetzt. Drei Jahre zuvor hatte Preußen die dortige Universität geschlossen. Um dem akuten Mangel an militärischen und zivilen Wundärzten abzuhelfen und das noch weit verbreitete Baderwesen zu beschneiden, befahl Friedrich Wilhelm III. per Kabinettsorder 1821, in Münster eine medizinisch-chirurgische Lehranstalt zu errichten. Zu ihrem Direktor und ersten Lehrer ernannt, fand Wutzer zurück in die Lehre. Er hatte Anatomie, Physiologie und Chirurgie zu lesen und klinischen Unterricht zu geben. Sezier- und Operationsübungen musste er privat abhalten, weil die Einrichtung zunächst keine Klinik hatte. 1825 konnte er im ehemaligen Klarissenkloster (Stubengasse 4) eine Poliklinik einrichten. 1829 folgte eine Klinik mit zwölf Betten. Beengte Räumlichkeiten und der Mangel an ausgebildetem Pflegepersonal erschwerten die Arbeit. Trotzdem wuchs das Ansehen bei der Bevölkerung und in der akademischen Welt. 1830 berichtete er über Münsters anatomische Anstalt und ihre Sammlungen.
Als hochgebildeter Mann mit vielseitigen Interessen war Wutzer für sein Klavier- und Violoncellospiel berühmt. Jahrelang leitete er die Münsteraner Liedertafel. Dem  Ruf nach Halle (Saale) zu folgen, fiel ihm schwer:

„Ich glaube zwar nicht, daß ich in Halle auf Rosen wandeln werde. Dzondi wird mich von rechts und Herr Blasius von links her anblasen, und daß ich den persönlichen Odiosi, die dort an der Tagesordnung zu sein scheinen, entgehen sollte, läßt sich wohl kaum erwarten.“

### Halle
Der preußische Kultusminister Karl vom Stein zum Altenstein berief Wutzer im Mai 1830 an die Friedrichs-Universität Halle. Als  Ordinarius für Chirurgie und als Direktor der chirurgischen Klinik war Wutzer damit Nachfolger von Karl August Weinhold.
Der 1817 erfolgte Zusammenschluss der Hallenser und der Wittenberger Universität zur Kgl. Vereinigten Friedrichs-Universität Halle-Wittenberg hatte dazu geführt, dass die Studentenzahl in 23 Jahren von 676 auf 1161 angewachsen war. Damit gehörte die Hochschule zu einer der großen in den deutschen Landen; Querelen zwischen Mitgliedern der Medizinischen Fakultät minderten aber ihr Ansehen. Den Streitigkeiten zwischen Peter Krukenberg und  Johann Friedrich Meckel d. J. war Wutzer nicht gewachsen. Leichten Herzens folgte er schon 1831 dem Ruf in die Rheinprovinz.

### Bonn
An der  Rheinischen Friedrich-Wilhelms-Universität übernahm er die bis dahin von Philipp Franz von Walther geleitete chirurgische Klinik. Für das akademische Jahr 1836/37 wurde er zum  Rektor gewählt. Ab 1850 erkrankte Wutzer auf beiden Augen am Katarakt. 1854/55 bekleidete er noch einmal die Rektorwürde. Danach nahm er seinen Abschied.
Vor der völligen Erblindung bereiste er 1856 die Gegend der unteren Donau und einen Teil Westasiens. 1860 veröffentlichte er den zweibändigen Reisebericht. Mit Bonner Kollegen gab er das Organ für die gesammte Heilkunde (der Niederrheinischen Gesellschaft) und die Rheinische Monatsschrift für praktische Aerzte heraus. Anlässlich des 50-jährigen Dienstjubiläums erhielt er 1858 den Charakter Geh. Obermedizinalrat. Er war Mitglied der Gesellschaft Deutscher Naturforscher und Ärzte.
Die beiden Söhne aus der 1833 geschlossenen ersten Ehe starben als kleine Kinder. Seit 1841 Witwer, heiratete Wutzer 1845 zum zweiten Mal. Aus der Ehe gingen zwei Töchter hervor. Die Mutter starb 1850.
Mit 74 Jahren gestorben, wurde Wutzer auf dem  Alten Friedhof Bonn beigesetzt.

## Werk
1838 veröffentlichte Wutzer die Übersetzung eines niederländischen Buchs zur Ophthalmologie.
Er entwickelte neue Verfahren zur Behandlung der Leistenhernie und der  vesikovaginalen Fistel.
Seine Bonner Publikationen wurden 1957 von Erich von Redwitz zusammengestellt.